# Halli Vigdísson
Halli Vigdísson (n. 930) fue un vikingo y bóndi de Saurbær í Eyjafirði, Eyjafjarðarsýsla en Islandia. Es un personaje de la saga de Víga-Glúms, que aparece junto a sus tres hijos: Brúsi (n. 960), Bárður (n. 963) y Ormur (n. 965)